# 國家杜馬主席
俄罗斯联邦议会国家杜马主席（俄语：Председатель Государственной Думы Федерального собрания Российской Федерации)是俄羅斯聯邦會議下院（国家杜马）的议长。他的职责包括监督国家杜马的日常事务，主持和维持议会例会秩序。议长还負責主持杜马委员会，并确定立法议程。

## 历史

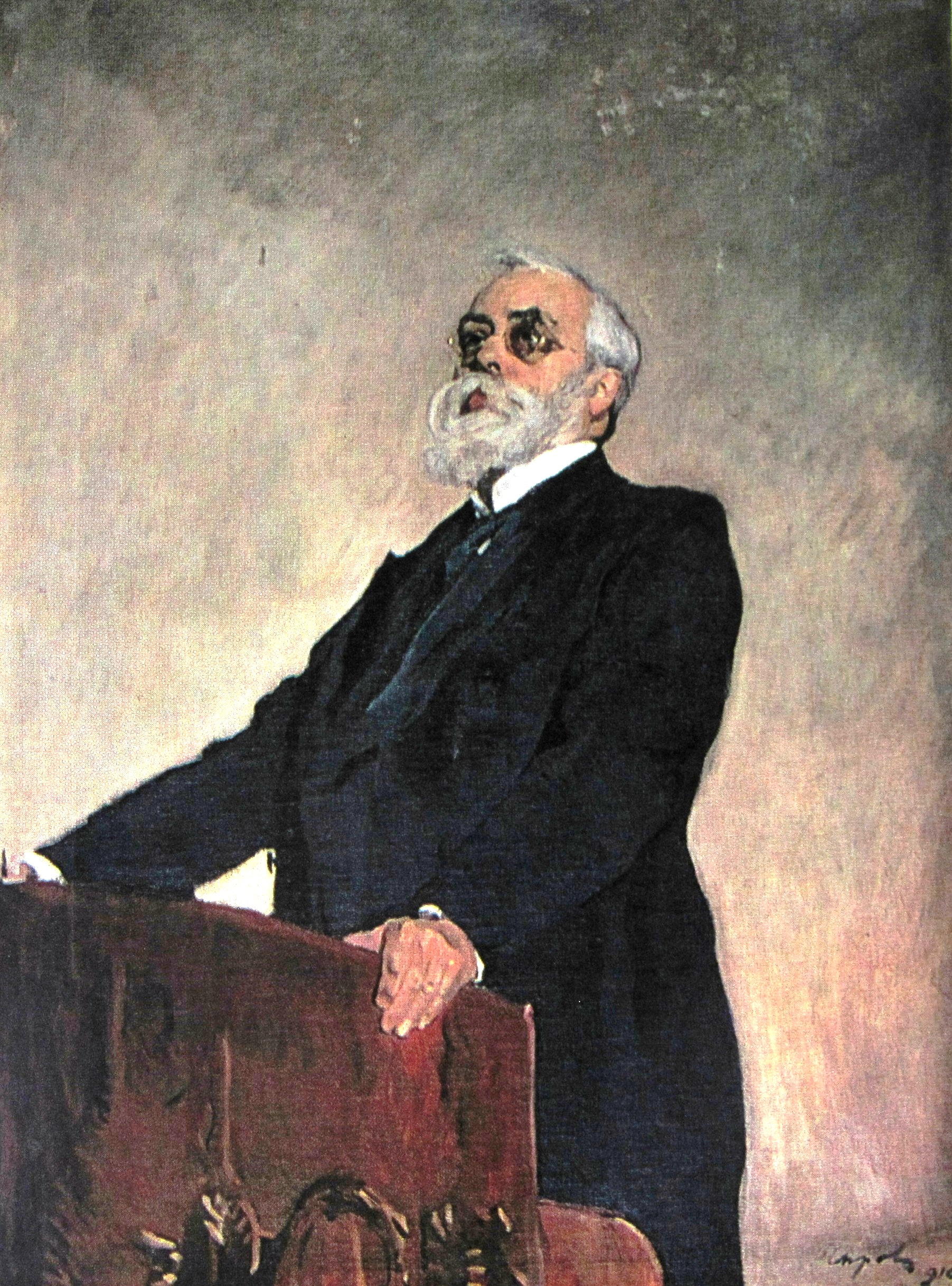
国家杜马第一任主席谢尔盖·穆罗姆采夫

1906年，帝國杜馬成立時，杜马主席一职同時设立。第一任主席是谢尔盖·穆罗姆采夫。1917年俄国革命后杜马主席与国家杜马一同废除。在這11年间，共有5人出任杜马主席。
1993年俄罗斯宪政危机發生后，杜马主席職務恢复。恢复后的第一任国家杜马主席是伊万·雷布金。
自1995年1月起，国家杜马主席兼任俄羅斯聯邦安全會議成员。

## 选举
根据俄罗斯联邦宪法第101条和国家杜马条例，主席以无记名投票方式选举产生。